# Craven and District Football League
Craven and District Football League (hiện tại được tài trợ bởi Mastab's Restaurant) là một giải bóng đá Anh ởCraven. Giải đấu được thành lập năm 1905 và hiện tại có tổng cộng 4 hạng đấu, cao nhất là Craven and District League Premier Division, nằm ở Cấp độ 14 trong Hệ thống các giải bóng đá ở Anh và góp đội cho West Riding County Amateur League.

## Câu lạc bộ thành viên
Giải đấu chủ yếu nằm ở Craven và vì vậy bao gồm các đội bóng ở các vùng trung tâm chính Craven như Skipton, Settle, Cross Hills và Cononley, nhưng nó cũng bao phủ một số quận lân cận như Lancashire và West Yorkshire, ví dụ như các đội ở Bradford, Colne, Ilkley, Keighley và Pendle. Mùa giải 2015–16 có các đội bóng sau:

### Premier Division (Cấp độ 14)
- Cononley Sports
- Crosshills
- Earby Town
- Gargrave
- Grassington United
- Grindleton
- Rolls
- Settle United
- Silsden Whitestar
- Skipton LMS
- Trawden Celtic
- Wilsden Athletic

### Division One (Cấp độ 15)
- AFC Colne
- Bingley Town
- Bradley
- Chatburn
- Cowling
- Embsay
- FC Sporting Keighley
- Ingrow & Worth Valley
- Oxenhope Recreation Dự bị
- Pendle Renegades
- Rolls Dự bị
- Skipton Town

### Division Two (Cấp độ 16)
- Broomhill
- Carleton Sports
- Cononley Sports Dự bị
- Crosshills Dự bị
- FC Polonia
- Grassington United Dự bị
- Manningham All Stars
- Pendle Renegades Dự bị
- Salts Dự bị
- Settle United Dự bị
- Skipton Town Dự bị
- Trawden Celtic Dự bị

### Division Three (Cấp độ 17)
- Addingham Dự bị
- AFC Barnoldswick
- Barlick Wanderers
- Barnoldswick Barons
- Bingley Town Dự bị
- Broomhill Dự bị
- Cowling Dự bị
- Hellifield Sports
- Horton
- Ilkley Town 'A'
- Ingrow & Worth Valley Dự bị
- Otley Town 'A'
- Sutton

## Các đội vô địch gần đây

### Cấp Giải đấu
| Mùa giải | Premier Division    | Division One              | Division Two              | Division Three           | Division Four             |
| -------- | ------------------- | ------------------------- | ------------------------- | ------------------------ | ------------------------- |
| 2004–05  | Oxenhope Recreation | Waddington                | Clitheroe Lions           | Long Lee Juniors         |                           |
| 2005–06  | Oxenhope Recreation | Bradley                   | Pendle Athletic           | Grassington United Dự bị |                           |
| 2006–07  | Oxenhope Recreation | Oxenhope Recreation Dự bị | Gargrave Dự bị            | Pendle Renegades         |                           |
| 2007–08  | Grassington         | Gargrave Dự bị            | Earby Town                | Silsden Whitestar        |                           |
| 2008–09  | Long Lee Juniors    | Cowling                   | Silsden Whitestar         | Ingrow & Worth Valley    |                           |
| 2009–10  | Long Lee Juniors    | Embsay                    | Carleton                  | Ighton Leigh Dự bị       |                           |
| 2010–11  | Skipton LMS         | Carleton                  | Cross Hills               | Ingrow & Worh Valley     | Oxenhope Recreation Dự bị |
| 2011–12  | Skipton LMS         | Cross Hills               | Gargrave Dự bị            | Earby Town Dự bị         | Cross Hills Dự bị         |
| 2012–13  | Skipton LMS         | Wilsden Athletic          | Embsay Dự bị              | Cononley Sports Dự bị    | FC Sporting Keighley      |
| 2013–14  | Skipton LMS         | Settle United             | Skipton Town              | Grassington United Dự bị | Manningham All Stars      |
| 2014–15  | Settle United       | Silsden Whitestar         | Oxenhope Recreation Dự bị | Carleton                 |                           |

### Giải Cup
| Mùa giải | Premier Division    | Division 1              | Division 2     | Division 3        | Northern Plant Hire Trophy |
| -------- | ------------------- | ----------------------- | -------------- | ----------------- | -------------------------- |
| 2005–06  | Oxenhope Recreation | Craven College Old Boys | Cowling        | Earby             | Waddington                 |
| 2006–07  | Oxenhope Recreation | Clitheroe Lions         | Oakworth       | Pendle Renegades  | Oxenhope Recreation        |
| 2007–08  | Oxenhope Recreation | Clitheroe Lions         | Trawden Celtic | Oakworth FC Dự bị | Oxenhope Recreation        |
| 2008–09  | Không thi đấu       | Không thi đấu           | Không thi đấu  | Không thi đấu     | Gargrave                   |